# Intel Fortran Compiler
Intel Fortran Compiler (ifort, ifc) — оптимізувальний компілятор  для мови програмування Фортран , власницьке програмне забезпечення, розроблене компанією Intel, надається під різними комерційними та некомерційними ліцензіями і разом з Intel C++ Compiler є ключовою складовою набору знарядь розробки програм від Intel (Intel Software Development Tools). Це популярний компілятор для комерційних та академічних програм у сфері високопродуктивних обчислень,  для різноманітних операційних систем, зокрема для багатьох дистрибутивів GNU/Linux та двох власницьких систем, - Mac OS X та Microsoft Windows під процесорні архітектури x86, x86-64(Intel 64, AMD64), та Itanium IA-64. Входить до складу інтегрованих середовищ розробки програмних засобів Intel Parallel Studio XE and Intel Cluster Studio XE для мультипроцесорних апаратних систем та кластерів. Всі компілятори Intel підтримують OpenMP. Компілятор також сумісний з GCC та має додаткові можливості, такі як наприклад автоматична векторизація, також підтримує  набір SIMD інструкцій та розширень MMX, SSE, SSE2, SSE3, SSE4 і AVX процесора. До 2015 року для архітектур x86, x64 і IA64 під GNU/Linux у випадку некомерційного використання  компілятор надавався безкоштовно. З 2015 року таку практику припинено, існує однак програма "Free Software Tools" для студентів, викладачів та розробників проектів відкритих програм.

## Підтримка стандартів мови Fortran
Починаючи з версії 18.0, що вийшла 11 вересня 2017 року, компілятор ifort повністю підтримує стандарт Fortran 2008  та  TS 29113 по подальшій взаємодії Fortran з мовою C